# DNA (Empire of the Sun)
DNA è un singolo del gruppo musicale australiano Empire of the Sun, pubblicato il 24 settembre 2013 come secondo estratto dal secondo album in studio Ice on the Dune.

## Tracce
Download digitale
1. DNA (Calvin Harris Extended Remix) – 6:26
2. DNA (The M Machine Remix for Apollo) – 5:11
3. DNA (The M Machine Remix for Helios) – 4:04

Download digitale – remix
1. DNA (Calvin Harris Remix Edit) – 3:37
2. DNA (Alex Metric Remix) – 5:41
3. DNA (Brodinski Remix) – 4:33
4. DNA (Yuksek Remix) – 4:52
5. DNA (Ta-ku Remix) – 3:32
6. DNA (The Aston Shuffle Remix) – 6:16